# Ferdinand Dietrich Nikolai Hoerschelmann
Ferdinand Dietrich Nikolai Hoerschelmann (* 21. Dezember 1833jul. / 2. Januar 1834greg. in St. Martens; † 20. Januarjul. / 2. Februar 1902greg. in Dorpat) war ein deutschbaltischer evangelischer Pastor, Theologe und Hochschullehrer.

## Leben
Ferdinand Hoerschelmann war Sohn des Pastors von St. Martens Otto August Leopold Hoerschelmann (1800–1874) und seiner ersten Frau Antoinette Natalie (1809–1834) aus der Familie Luther, Enkel des Revaler Pastors Ferdinand Ludwig Hoerschelmann (1773–1852) und Urenkel des Revaler Gymnasialprofessors Ernst August Wilhelm Hoerschelmann.
Ferdinand Hoerschelmann war wie seine jüngeren Brüder ein guter Sänger, so dass er mit ihnen als Revaler Quartett auftrat. Er hatte das absolute Gehör und lernte schon als Kind das Orgelspiel. 1852 begann er an der Kaiserlichen Universität Dorpat das Studium der Theologie. Nach dem erfolgreichen Abschluss wurde er Hauslehrer auf dem Gut der Familie Kursell. Gleichzeitig leistete er bei seinem Vater sein Pastor-Probejahr ab, indem er vierzehntäglich in St. Martens predigte. 1858 wurde er Adjunkt des Pastors Valentin von Holst in Fellin, nach dessen Tode 1861 er Pastor ordinarius der Landgemeinde Fellin wurde. Er betätigte sich weiter musikalisch und übertrug deutsche Kirchenlieder ins Estnische für den Felliner Kirchenchor. 1873 wurde Hoerschelmann Propst.

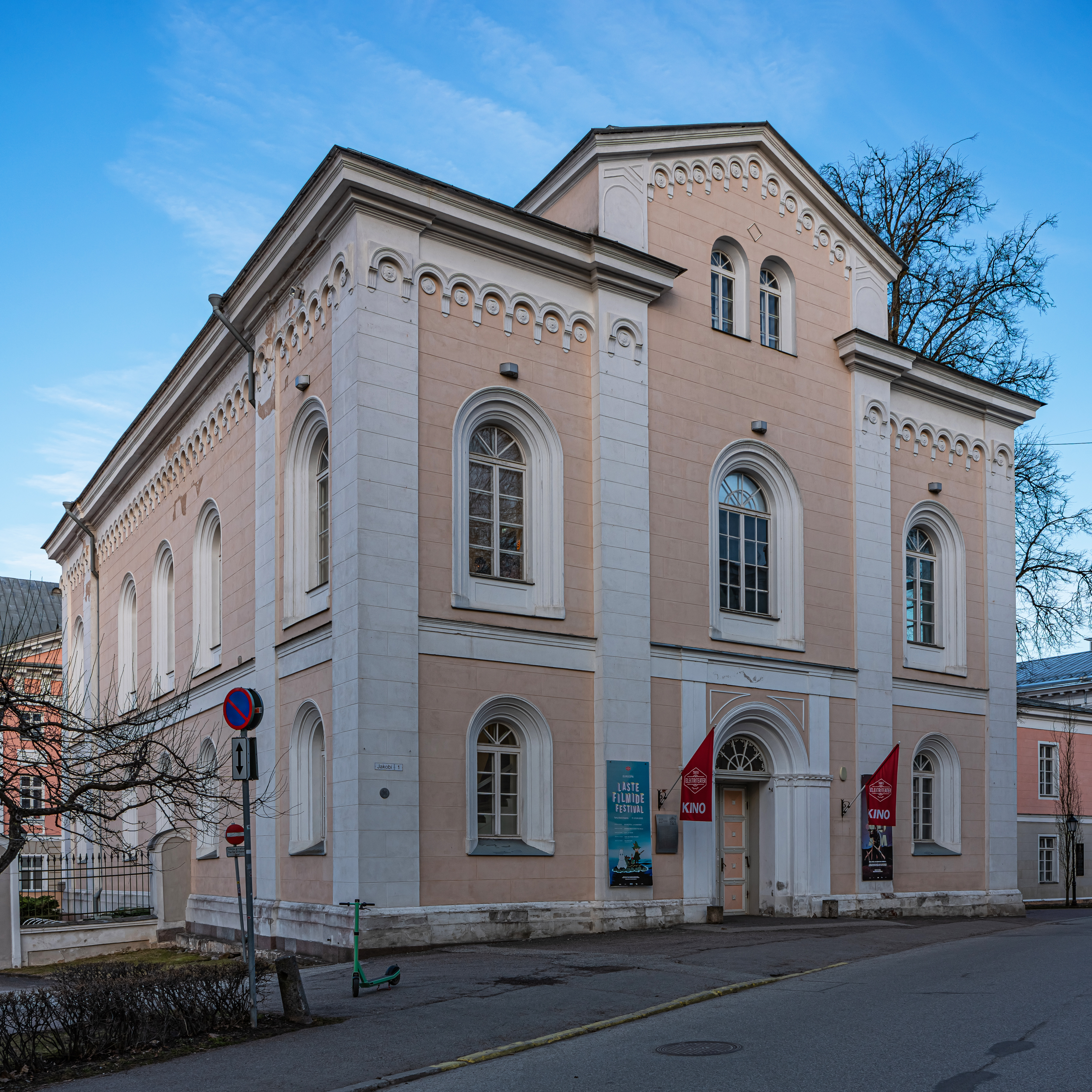
Universitätskirche Tartu

1875 berief ihn die Universität Dorpat auf den Lehrstuhl für Praktische Theologie, den vorher Theodosius Harnack innegehabt hatte. Dazu übernahm er auch die Stelle des Universitätspredigers. Als 1881 Alexander III. nach seiner Thronbesteigung die Privilegien der Deutschen in den Ostseegouvernements nicht bestätigte, verstärkte sich der Druck der Regierung, der Russisch-Orthodoxen Kirche und der estnischen Nationalbewegung auf die deutschen lutherischen Pastoren. In seinen Predigten setzte sich Hoerschelmann für einen Ausgleich der Interessen der Nationalitäten und des Staates und der Kirchen ein. In diesem Sinne hatte er sich bereits 1875 während des Kulturkampfes im Deutschen Kaiserreich zu den dortigen Maigesetzen geäußert. 1884–1890 und 1894–1898 war er auch geistlicher Assistent des Livländischen Konsistoriums. 1900 wurde er erneut zum Dekan der Theologischen Fakultät der Universität Dorpat gewählt. Jedoch bestätigte ihn nicht die Gouvernementsregierung, da er sich weigerte, seine Veranstaltungen auf Russisch abzuhalten, zumal er bereits vorher im Auftrage der Fakultät Einspruch beim zuständigen Ministerium in St. Petersburg gegen die Russifizierungspolitik erhoben hatte. 1900 wurde er emeritiert, jedoch blieb er Universitätsprediger bis zu seinem Tode.

## Ehrungen
- Ehrendoktor der Theologischen Fakultät der Universität Erlangen (1883)[4]

## Werke
- Andreas Knopken, der Reformator Rigas. Ein Beitrag zur Kirchengeschichte Livlands. Deichert, Leipzig 1896.